# Coppa Sabatini 1992
La Coppa Sabatini 1992, quarantesima edizione della corsa, si svolse il 3 ottobre 1992 su un percorso di 202 km. La vittoria fu appannaggio dell'italiano Stefano Zanini, che completò il percorso in 4h54'00", precedendo il moldavo Andrei Tchmil e il connazionale Simone Biasci.

## Ordine d'arrivo (Top 10)
| Pos. | Corridore             | Squadra                           | Tempo    |
| ---- | --------------------- | --------------------------------- | -------- |
| 1    | Stefano Zanini        | Italbonifica                      | 4h54'00" |
| 2    | Andrei Tchmil         | GB-MG Maglificio                  | s.t.     |
| 3    | Simone Biasci         | Mercatone Uno-Zucchini-Mendeghini | s.t.     |
| 4    | Bo Hamburger          | TVM-Sanyo                         | s.t.     |
| 5    | Enrico Galleschi      | Mercatone Uno-Zucchini-Mendeghini | s.t.     |
| 6    | Enrico Cecchetto      | Mercatone Uno-Zucchini-Mendeghini | s.t.     |
| 7    | Massimo Podenzana     | Italbonifica                      | a 0'10"  |
| 8    | Stefano Cattai        | Jolly Componibili-Club 88         | a 0'15"  |
| 9    | Fabrizio Bontempi     | Lampre-Colnago                    | a 4'30"  |
| 10   | Alain Van Den Bossche | TVM-Sanyo                         | s.t.     |